# Raimundo Pôncio de Tolosa e Ruergue
Raimundo Pôncio de Tolosa e Ruergue ou também Ramón Ponce I  (? — c. 942 ou 955) foi conde de Tolosa e Ruergue e marquês de Gótia em 923 conde de Arvernia e nomeado duque da Aquitânia em 932 depois de prestar homenagem ao rei Raul I de França.

## Biografia
Em 924, depois da morte de seu pai, herdou o título de Conde de Tolosa e de Duque de Septimânia. Corria o ano de 936 fundou a Abadia de Chanteuges. Em 937, depois da morte do rei Raul, os húngaros fizeram algumas incursões no Reino da França, chegando a envolver, embora marginalmente os domínios de Raimundo Pôncio.
Em 940, após a morte de seu tio Ermengardo, tomou posse dos condados de Nîmes e Albi. Em 944 Hugo, o Grande, conde de Paris, e Rei de França, Luís IV de França, encontraram Raimundo em Nevers e confirmaram todos os seus títulos, depois de o terem o nomeou como seu vassalo.
Raimundo morreu algures entre 942 ou 955 deixando os títulos de conde de Tolosa e Duque de Septimânia ao seu filho, Raimundo III Ponce de Tolosa, enquanto o ducado da Aquitânia foi Guilherme II da Aquitânia.

## Relações familiares
Foi filho de Raimundo II de Tolosa e Ruergue (870 — 923) conde de Tolosa e de Gunilda de Barcelona (870 — 926), filha de Vifredo I de Barcelona (830 - 21 de agosto de 897) e de Gunilda de Barcelona. Casou com Garsinda de Gasconha, filha de Garcia Sanchez da Gasconha (? - c. 930) e de Aminiona de Angoulême, de quem teve:
1. Luitegarda de Tolosa (c. 950 — 977) casada com Borrell II de Barcelona  (c. 927 - 30 de setembro de 992), conde de Barcelona, Girona e Urgel.
2. Raimundo III Ponce de Tolosa (? - 961) foi conde de Tolosa, de Languedoque, de Albi e de Nimes entre 942 e 961, ano da sua morte.